# بيير أندريو
بيير أندريو (بالفرنسية: Pierre Andreu)‏ هو صحفي وشاعر فرنسي، ولد في 12 يوليو 1909 في قرقشونة في فرنسا، وتوفي في 25 مارس 1987 في باريس في فرنسا.